# Chambry (Aisne)
Chambry es una comuna francesa, situada en el departamento de Aisne, de la región de Alta Francia.

## Demografía
| 415 | 406 | 534 | 749 | 709 | 785 | 781 | 831 |
| Para los censos de 1962 a 1999 la población legal corresponde a la población sin duplicidades (Fuente: INSEE [Consultar]) |     |     |     |     |     |     |     |